# NGC 4935
NGC 4935 ist eine 13,2 mag helle Balken-Spiralgalaxie vom Hubble-Typ SBb im Sternbild Haar der Berenike am Nordsternhimmel. Sie ist schätzungsweise 285 Millionen Lichtjahre von der Milchstraße entfernt und hat einen Durchmesser von etwa 100.000 Lj.
Das Objekt wurde am 17. April 1887 von Lewis A. Swift entdeckt.